# 石棺墓葬地
石棺墓葬地，位于中国青海省刚察县砖瓦厂，为青海省市县级文物保护单位，公布日期为1987年7月，类型为古墓葬。
石棺墓葬地的历史年代为待定。